# Stefan Nillessen
Stefan Nillessen, född den 2 januari 2003, är en nederländsk friidrottare som tävlar i medeldistanslöpning.

## Karriär
Stefan Nillessen tog vid U23-EM 2023 guld på 1 500 meter. En bedrift han upprepade vid U23-EM 2025.